# ريتشارد بريك
ريتشارد بريك (بالإنجليزية: Richard Brake)‏ مواليد 30 نوفمبر 1964 في ويلز، المملكة المتحدة، هو ممثل أمريكي بدأ مسيرته الفنية عام 1993. درس في جامعة ديوك.

## الأعمال
- جبل الثلج
- بداية باتمان
- هلاك
- ميونخ
- داليا السوداء
- تمرد هانيبال
- ماء للفيلة
- المستشار
- ثور: العالم المظلم
- الاستخبارات السرية

## وصلات خارجية
- ريتشارد بريك على موقع IMDb (الإنجليزية)
- ريتشارد بريك على موقع ألو سيني (الفرنسية)
- ريتشارد بريك على موقع أول موفي (الإنجليزية)
- ريتشارد بريك على موقع قاعدة بيانات الفيلم (الإنجليزية)